# Флапамба
Флапамба е музикален перкусионен инструмент от групата на пластинковите инструменти.
Един от най-популярните изпълнители на този инструмент е перкусионистът Емил Ричардс.